# Micraxylia annulus
Micraxylia annulus là một loài bướm đêm trong họ Noctuidae.